# Nötknäpparen och muskungen
Nötknäpparen och muskungen (engelska: The Nutcracker Prince) är en kanadensisk animerad film från 1990 i regi av Paul Schibli. Filmen är baserad på E.T.A. Hoffmanns novell "Nötknäpparen" från 1816. Bland originalrösterna märks Kiefer Sutherland som Hans (nötknäpparen), Megan Follows som Clara, Mike MacDonald som den ondskefulle Muskungen, Peter O'Toole som den gamle soldaten Pantaloon, Phyllis Diller som Musdrottningen och Peter Boretski som onkel Drosselmeier. Svensk översättning och regi gjordes av Agneta Skoglund.

## Handling
Det är julafton år 1850 och sjuåriga Clara firar jul tillsammans med sin familj då något magiskt sker, hennes nya leksak visar sig vara levande. Han har genom en förbannelse blivit förvandlad till en nötknäppare, kan Clara hjälpa honom bryta den? 

## Rollista i urval
| Roll                 | Originalröst          | Svensk röst (1996)       |
| -------------------- | --------------------- | ------------------------ |
| Hans/Nötknäpparen    | Kiefer Sutherland     | Robert Sjöblom           |
| Clara                | Megan Follows         | Maria Lyckow             |
| Onkel Drosselmeier   | Peter Boretski        | Henrik Sjögren           |
| Musdrottningen       | Phyllis Diller        | Yvonne Eklund            |
| Muskungen            | Mike MacDonald        | Steve Kratz              |
| Pantaloon            | Peter O'Toole         | Bengt Järnblad           |
| Trudy                | Lynne Gorman          | EwaMaria Björkström-Roos |
| Dr. Stahlbaum        | George Merner         |                          |
| Louise               | Stephanie Morgenstern |                          |
| Erik                 | Christopher Owens     |                          |
| Fru Ingrid Stahlbaum | Diane Stapley         |                          |
| Prinsessan Perlipat  | Mona Waserman         |                          |
| Fritz                | Noam Zylberman        |                          |

## Musik i filmen i urval
- "Always Come Back To You (Love Theme from 'The Nutcracker Prince')", skriven av Kevin Gillis & Jack Lenz, framförd av Natasha's Brother & Rachele Cappelli
- "Save This Dance", skriven av Kevin Gillis & Jack Lenz, framförd av Megan Follows
- Nötknäpparen (utdrag), musik av Pjotr Tjajkovskij